# Bataille des naissances
La bataille des naissances est l'une des quatre « batailles économiques » engagée dans l'Italie fasciste, les autres étant la bataille du blé (pour rendre le pays auto-suffisant), la bataille de la lire (pour augmenter la valeur de la monnaie) et la bataille pour la terre (avec une politique de gains de terres). Le premier ministre Benito Mussolini, surnommé le Duce, envisage de créer un empire colonial italien qui rivaliserait avec l'Empire romain, et pour atteindre cet objectif il anticipe le besoin d'accroître la population. Mussolini met en œuvre une politique étrangère souvent agressive pour satisfaire ses ambitions coloniales : l'armée italienne envahit l'Abyssinie, appelée maintenant Éthiopie, en octobre 1935. L'expression « bataille des naissances » a souvent été utilisée, dans les sources de l'époque, pour décrire les politiques développées dans l'Allemagne nazie.

## Application
Mussolini est en désaccord avec l'Église catholique sur plusieurs points alors qu'il est au pouvoir, mais leurs vues coïncident sur les questions de la répartition des rôles entre les sexes et de la contraception. Ils estiment tous les deux que la femme doit assumer son rôle d'épouse et de mère sans avoir recours à la contraception ni à l'avortement, Mussolini interdisant ce dernier. La bataille des naissances commence en 1927 : Mussolini introduit des mesures pour encourager la natalité, avec l'objectif d'augmenter la population de 40 millions à 60 millions en 1950. Des prêts sont accordés aux couples mariés, avec une annulation partielle de la dette à l'arrivée de chaque nouvel enfant, et chaque homme marié ayant plus de six enfants est exempté d'impôts. Mussolini, qui a développé un culte de la personnalité, soutient que le peuple italien se doit à lui-même de faire le plus d'enfants possible.
En lien avec ces initiatives, des lois sont promulguées pour pénaliser les citoyens les moins productifs. Les célibataires sont de plus en plus taxés et, à la fin des années 1930, le service civil commence à recruter et promouvoir uniquement des personnes mariées et parents. L'État exerce un contrôle sur le nombre de femmes qui occupent un emploi dans les entreprises qu'il possède, et la compagnie nationale de chemin de fer renvoie toutes les femmes employées depuis 1915, à l'exception des veuves de guerre. Ces mesures s'étendent aux entreprises privées également, une majorité d'entre elles réservant les promotions aux hommes mariés.

## Résultats
Contrairement à la bataille du blé et à la bataille pour la terre, qui sont considérées comme des succès modérés, la bataille des naissances est vue comme un échec. En 1950, sept ans après l'éviction de Mussolini par le roi Victor-Emmanuel III et cinq ans après son exécution, la population italienne atteint 47,5 millions d'habitants. Le taux de mariage est resté pratiquement le même durant la période mussolinienne et le taux de natalité diminue jusqu'en 1936, après quoi il connaît une légère augmentation. Le taux de natalité de 112 pour 1000 en 1936 est inférieur au niveau d'avant la Première Guerre mondiale (147 pour 1000 en 1911). Mussolini estime que le manque d'enthousiasme manifesté par la nation italienne lui a coûté 15 divisions de l'armée durant la Seconde Guerre mondiale (au cours de laquelle l'Italie a combattu aux côtés des puissances de l'Axe).